# Révolution monégasque
La révolution monégasque désigne une période de l'histoire de Monaco, de mars 1910 à janvier 1911, marquée par une série de confrontations entre le peuple monégasque et son souverain, le prince Albert Ier. Elle conduit à la disparition de la monarchie absolue et à la promulgation de la première constitution monégasque l'année suivante, faisant de Monaco une monarchie constitutionnelle.

## Contexte et préludes de la révolution

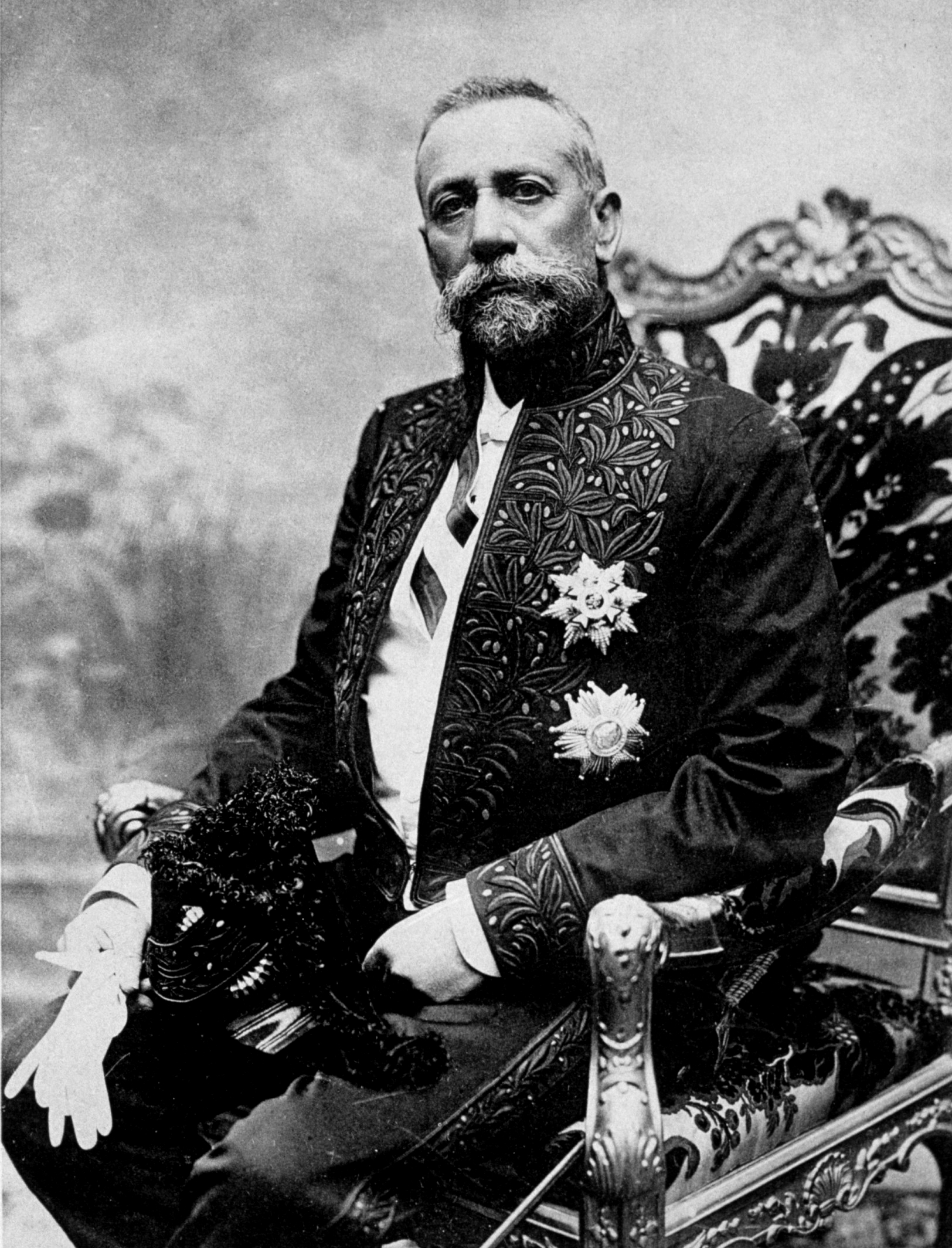
Le prince Albert Ier de Monaco vers 1910.

En 1910, le mécontentement des citoyens monégasques est croissant à l'encontre du prince Albert Ier. Le chômage frappe gravement le pays, qui manque de terres agricoles et d'usines, et les lois des établissements de jeux interdisent l'embauche des sujets du prince. De plus, leur fierté nationale est entamée par une mauvaise réputation, car Monaco est perçu comme « le cloaque moral de l'Europe ». À cela s'ajoute que le prince place ses revenus en France plutôt qu'à Monaco et passe beaucoup de temps à Paris. De plus, les Monégasques ne représentent à l'époque que 1 482 habitants sur 19 121, soit un douzième seulement de la population totale habitant à Monaco.

## Contestation de la domination française, de l'absolutisme princier et revendications populaires
Les revendications se font plus nombreuses et un mouvement politique, le Comité monégasque, voit le jour. Les pétitions se multiplient. 
Les contestataires exigent une constitution et un parlement en menaçant de renverser la monarchie et d'établir une république si le prince ne se conforme pas à leurs exigences. D'autres demandes incluent la mise en place du suffrage universel pour l'élection du Conseil communal, la fin du monopole de Camille Blanc (maire de Beausoleil) et de Roland Bonaparte sur la Société des bains de mer de Monaco, le remplacement des citoyens français dans l'administration et la séparation des finances du prince de celles de l'État,.

## Manifestations, révolte et fin de la monarchie absolue
Au début de mars 1910, une délégation délivre un ultimatum au prince. Mais le 16 mars, le mouvement monte d’un cran. À la suite d'une réunion publique au théâtre des Variétés, haranguées par Suffren Reymond, 800 personnes remontent la rue des Gazomètres et se rassemblent sur la place d'Armes et l’avenue de la Porte-Neuve. Accueillis par le chef de cabinet du prince souverain, celui-ci « promet de leur accorder leur revendication ». Albert Ier fera en effet passer des ordonnances sur la liberté de la presse, accordant droit de cité aux journaux d’opposition, ainsi que la liberté de réunion pour les Monégasques et l’élection du conseil communal au suffrage universel. Cependant, l'insatisfaction demeure et des manifestations ont de nouveau lieu contre la domination française sur le gouvernement de Monaco et l'économie monégasque. Les manifestants réclament plus d'indépendance vis-à-vis de la France et menacent de proclamer la République.

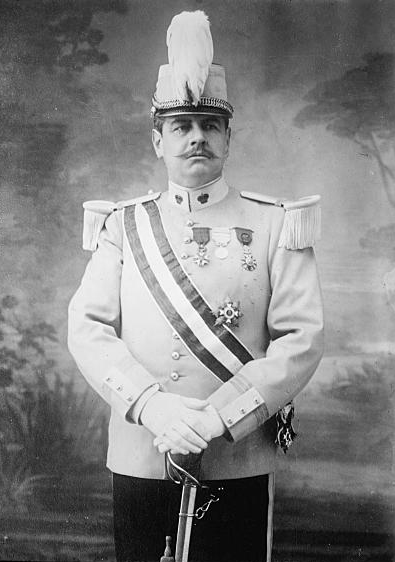
Le prince Louis II de Monaco, vers 1923.

Le palais princier est également pris d'assaut par une foule en colère qui le pille. Les soldats de la Compagnie des Carabiniers du Prince tentent de défendre les lieux mais échouent finalement après une journée d'émeute. Le prince s'en échappe avec l'aide des soldats et reste en France jusqu'à ce que les émeutes se calment. Alors qu'un gouvernement provisoire est mis en place, le prince, inquiété par le renversement de la monarchie portugaise, octroie finalement une constitution à la principauté et c'est le prince héréditaire Louis qui l'annonce aux Monégasques le 16 novembre 1910.

## Constitution monégasque du 5 janvier 1911 et conséquences
Le 5 janvier 1911, la constitution est promulguée. Elle établit notamment les droits fondamentaux et ainsi que le Conseil national, chambre des représentants du peuple. Néanmoins, après cette date, le prince Albert continue d'exercer un pouvoir considérable sur la vie politique du pays et va même jusqu'à suspendre la constitution pendant la Première Guerre mondiale, en 1917. De plus, si l'institution communale est réformée, c'est le souverain qui nomme le maire de chaque commune. Monaco est alors divisé en trois communes distinctes : Monaco Ville, la Condamine et Monte-Carlo. Les intérêts communs sont gérés par une commission inter-communale dont le président est nommé par le Prince. Les trois premiers maires issus de la Constitution sont nommés le 20 mai 1911. Il s’agit de François Crovetto pour Monaco-Ville, de Suffren Reymond pour la Condamine et d’Honoré Bellando pour la commune de Monte-Carlo. Le 9 juin 1911, Suffren Reymond est nommé président de la Commission intercommunale par le prince Albert. En 1918, accusé de vouloir diviser pour mieux régner, le prince de Monaco rétablit la commune unique.
Après la mort du prince Albert en 1922, le New York Times publie une entrevue réalisée en 1921 avec le défunt prince souverain de Monaco sur le déroulement des événements de 1910-1911 et sur son opinion quant à la nécessité de la révolution.